# كودياك
كودياك (بالإنجليزية: Kodiak, Alaska) هي مدينة تقع في ولاية ألاسكا في الولايات المتحدة. تبلغ مساحة هذه المدينة 12.1 (كم²)، وترتفع عن سطح البحر 15 م، بلغ عدد سكانها 6130 نسمة في عام 2010 حسب إحصاء مكتب تعداد الولايات المتحدة.

## التركيبة السكانية
حدّد مكتب تعداد الولايات المتحدة بيانات التركيبة السكانية لكودياك في تعداد الولايات المتحدة. في ما يلي، التركيبة السكانية حسب تعدادي 2000 و2010.

### تعداد عام 2000
بلغ عدد سكان كودياك 6,334 نسمة بحسب تعداد عام 2000، وبلغ عدد الأسر 1,996 أسرة وعدد العائلات 1,362 عائلة مقيمة في المدينة. في حين سجلت الكثافة السكانية 445.1 نسمة لكل كيلومتر مربع (1,152.8/ميل2). وبلغ عدد الوحدات السكنية 2,255 وحدة بمتوسط كثافة قدره 158.5 لكل كيلومتر مربع (410.5/ميل2).
وتوزع التركيب العرقي للمدينة بنسبة 46.40% من البيض و0.69% من الأمريكيين الأفارقة و10.47% من الأمريكيين الأصليين و31.73% من الأمريكيين ذوي الأصول الآسيوية و0.93% من سكان جزر المحيط الهادئ و4.36% من الأعراق الأخرى و5.42% من عرقين مختلطين أو أكثر و8.54% من الهسبانيون أو اللاتينيون من أي عرق.
بلغ عدد الأسر 1,996 أسرة كانت نسبة 44.2% منها لديها أطفال تحت سن الثامنة عشر تعيش معهم، وبلغت نسبة الأزواج القاطنين مع بعضهم البعض 52.1% من أصل المجموع الكلي للأسر، ونسبة 10.3% من الأسر كان لديها معيلات من الإناث دون وجود شريك، بينما كانت نسبة 5.9% من الأسر لديها معيلون من الذكور دون وجود شريكة وكانت نسبة 31.8% من غير العائلات. تألفت نسبة 24.2% من أصل جميع الأسر من عدة أفراد يعيشون في نفس المنزل ونسبة 5.4% كانت تتألف من شخص يعيش بمفرده يبلغ من العمر 65 عاماً أو أكثر. وبلغ متوسط حجم الأسرة المعيشية 3.10، أما متوسط حجم العائلات فبلغ 3.64.
بلغ العمر الوسطي للسكان 33.5 عاماً. وكانت نسبة 29.1% من القاطنين تحت سن الثامنة عشر، وكانت نسبة 8.5% بين الثامنة عشر والرابعة والعشرين عاماً، ونسبة 31% كانت واقعةً في الفئة العمرية ما بين الخامسة والعشرين والرابعة والأربعين عاماً، ونسبة 22.5% كانت ما بين الخامسة والأربعين والرابعة والستين، ونسبة 6.5% كانت ضمن فئة الخامسة والستين عاماً فما فوق. يوجد لكل 100 أنثى 111.9 ذكر، ويوجد لكل 100 أنثى في الثامنة عشر من عمرها فما فوق 117.0 ذكر.
بلغ متوسط دخل الأسرة في المدينة 55,142 دولارًا، أما متوسط دخل العائلة فبلغ 60,484 دولارًا. وكان متوسط دخل الذكور 37,074 دولارًا مقابل 30,049 دولارًا للإناث. وسجل دخل الفرد الخاص بالمدينة 21,522 دولارًا. وكانت نسبة 3.7% من العائلات ونسبة 7.4% من السكان تحت خط الفقر، وكان من هؤلاء نسبة 9.5% تحت سن الثامنة عشر ونسبة 0% في الخامسة والستين من العمر وما فوق.

### تعداد عام 2010
بلغ عدد سكان كودياك 6,130 نسمة بحسب تعداد عام 2010، وبلغ عدد الأسر 2,039 أسرة وعدد العائلات 1,342 عائلة مقيمة في المدينة. في حين سجلت الكثافة السكانية 430.8 نسمة لكل كيلومتر مربع (1,115.8/ميل2). وبلغ عدد الوحدات السكنية 2,178 وحدة بمتوسط كثافة قدره 153.1 لكل كيلومتر مربع (396.5/ميل2).
وتوزع التركيب العرقي للمدينة بنسبة 40.28% من البيض و0.49% من الأمريكيين الأفارقة و9.90% من الأمريكيين الأصليين و37.42% من الأمريكيين ذوي الأصول الآسيوية و1.03% من سكان جزر المحيط الهادئ و4.57% من الأعراق الأخرى و6.31% من عرقين مختلطين أو أكثر و9.40% من الهسبانيون أو اللاتينيون من أي عرق.
بلغ عدد الأسر 2,039 أسرة كانت نسبة 40.6% منها لديها أطفال تحت سن الثامنة عشر تعيش معهم، وبلغت نسبة الأزواج القاطنين مع بعضهم البعض 45.2% من أصل المجموع الكلي للأسر، ونسبة 13.4% من الأسر كان لديها معيلات من الإناث دون وجود شريك، بينما كانت نسبة 7.3% من الأسر لديها معيلون من الذكور دون وجود شريكة وكانت نسبة 34.2% من غير العائلات. تألفت نسبة 25.7% من أصل جميع الأسر من عدة أفراد يعيشون في نفس المنزل ونسبة 5.5% كانت تتألف من شخص يعيش بمفرده يبلغ من العمر 65 عاماً أو أكثر. وبلغ متوسط حجم الأسرة المعيشية 2.94، أما متوسط حجم العائلات فبلغ 3.50.
بلغ العمر الوسطي للسكان 35.1 عاماً. وكانت نسبة 27% من القاطنين تحت سن الثامنة عشر، وكانت نسبة 9.8% بين الثامنة عشر والرابعة والعشرين عاماً، ونسبة 26% كانت واقعةً في الفئة العمرية ما بين الخامسة والعشرين والرابعة والأربعين عاماً، ونسبة 28.1% كانت ما بين الخامسة والأربعين والرابعة والستين، ونسبة 9% كانت ضمن فئة الخامسة والستين عاماً فما فوق. وتوزع التركيب الجنسي للسكان بنسبة 52.5% ذكور و47.5% إناث.

## المناخ
يظهر الجدول التالي التغييرات المناخية على مدار السنة لكودياك:
| البيانات المناخية لـكودياك                          | البيانات المناخية لـكودياك | البيانات المناخية لـكودياك | البيانات المناخية لـكودياك | البيانات المناخية لـكودياك | البيانات المناخية لـكودياك | البيانات المناخية لـكودياك | البيانات المناخية لـكودياك | البيانات المناخية لـكودياك | البيانات المناخية لـكودياك | البيانات المناخية لـكودياك | البيانات المناخية لـكودياك | البيانات المناخية لـكودياك | البيانات المناخية لـكودياك |
| الشهر                                               | يناير                      | فبراير                     | مارس                       | أبريل                      | مايو                       | يونيو                      | يوليو                      | أغسطس                      | سبتمبر                     | أكتوبر                     | نوفمبر                     | ديسمبر                     | المعدل السنوي              |
| --------------------------------------------------- | -------------------------- | -------------------------- | -------------------------- | -------------------------- | -------------------------- | -------------------------- | -------------------------- | -------------------------- | -------------------------- | -------------------------- | -------------------------- | -------------------------- | -------------------------- |
| الدرجة القصوى °ف (°م)                               | 54 (12)                    | 60 (16)                    | 57 (14)                    | 70 (21)                    | 80 (27)                    | 86 (30)                    | 83 (28)                    | 86 (30)                    | 80 (27)                    | 74 (23)                    | 60 (16)                    | 62 (17)                    | 86 (30)                    |
| الحد الأقصى المتوسط °ف (°م)                         | 43.7 (6.5)                 | 44.8 (7.1)                 | 47.0 (8.3)                 | 52.7 (11.5)                | 62.0 (16.7)                | 69.7 (20.9)                | 73.4 (23.0)                | 72.6 (22.6)                | 65.2 (18.4)                | 56.1 (13.4)                | 47.9 (8.8)                 | 44.6 (7.0)                 | 76.5 (24.7)                |
| متوسط درجة الحرارة الكبرى °ف (°م)                   | 35.0 (1.7)                 | 36.1 (2.3)                 | 38.9 (3.8)                 | 43.7 (6.5)                 | 49.5 (9.7)                 | 55.6 (13.1)                | 60.5 (15.8)                | 61.9 (16.6)                | 56.6 (13.7)                | 47.2 (8.4)                 | 39.9 (4.4)                 | 36.4 (2.4)                 | 46.8 (8.2)                 |
| المتوسط اليومي °ف (°م)                              | 29.9 (−1.2)                | 30.5 (−0.8)                | 32.9 (0.5)                 | 37.5 (3.1)                 | 43.5 (6.4)                 | 49.6 (9.8)                 | 54.4 (12.4)                | 55.2 (12.9)                | 50.0 (10.0)                | 40.7 (4.8)                 | 34.4 (1.3)                 | 30.8 (−0.7)                | 40.8 (4.9)                 |
| متوسط درجة الحرارة الصغرى °ف (°م)                   | 24.7 (−4.1)                | 24.9 (−3.9)                | 26.9 (−2.8)                | 31.4 (−0.3)                | 37.5 (3.1)                 | 43.6 (6.4)                 | 48.2 (9.0)                 | 48.4 (9.1)                 | 43.4 (6.3)                 | 34.2 (1.2)                 | 28.8 (−1.8)                | 25.2 (−3.8)                | 34.8 (1.6)                 |
| الحد الأدنى المتوسط °ف (°م)                         | 9.6 (−12.4)                | 10.1 (−12.2)               | 12.9 (−10.6)               | 21.9 (−5.6)                | 30.8 (−0.7)                | 37.1 (2.8)                 | 42.6 (5.9)                 | 41.7 (5.4)                 | 33.7 (0.9)                 | 24.0 (−4.4)                | 16.7 (−8.5)                | 10.4 (−12.0)               | 2.7 (−16.3)                |
| أدنى درجة حرارة °ف (°م)                             | −16 (−27)                  | −12 (−24)                  | −6 (−21)                   | 7 (−14)                    | 18 (−8)                    | 30 (−1)                    | 35 (2)                     | 34 (1)                     | 26 (−3)                    | 7 (−14)                    | 0 (−18)                    | −9 (−23)                   | −16 (−27)                  |
| الهطول إنش (مم)                                     | 8.17 (208)                 | 5.72 (145)                 | 5.22 (133)                 | 5.48 (139)                 | 6.31 (160)                 | 5.38 (137)                 | 4.12 (105)                 | 4.48 (114)                 | 7.84 (199)                 | 8.36 (212)                 | 6.63 (168)                 | 7.64 (194)                 | 75.35 (1٬914)              |
| متوسط تساقط الثلوج إنش (سم)                         | 15.6 (40)                  | 17.5 (44)                  | 12.3 (31)                  | 7.4 (19)                   | .6 (1.5)                   | 0 (0)                      | 0 (0)                      | 0 (0)                      | 0 (0)                      | 2.2 (5.6)                  | 7.1 (18)                   | 14.9 (38)                  | 77.6 (197)                 |
| متوسط أيام هطول الأمطار                             | 17                         | 16                         | 16                         | 16                         | 17                         | 15                         | 15                         | 14                         | 16                         | 16                         | 16                         | 17                         | 191                        |
| المصدر #1: The Weather Channel (records and precip) |                            |                            |                            |                            |                            |                            |                            |                            |                            |                            |                            |                            |                            |
| المصدر #2: Climate Zone (all else)                  |                            |                            |                            |                            |                            |                            |                            |                            |                            |                            |                            |                            |                            |

## معرض صور

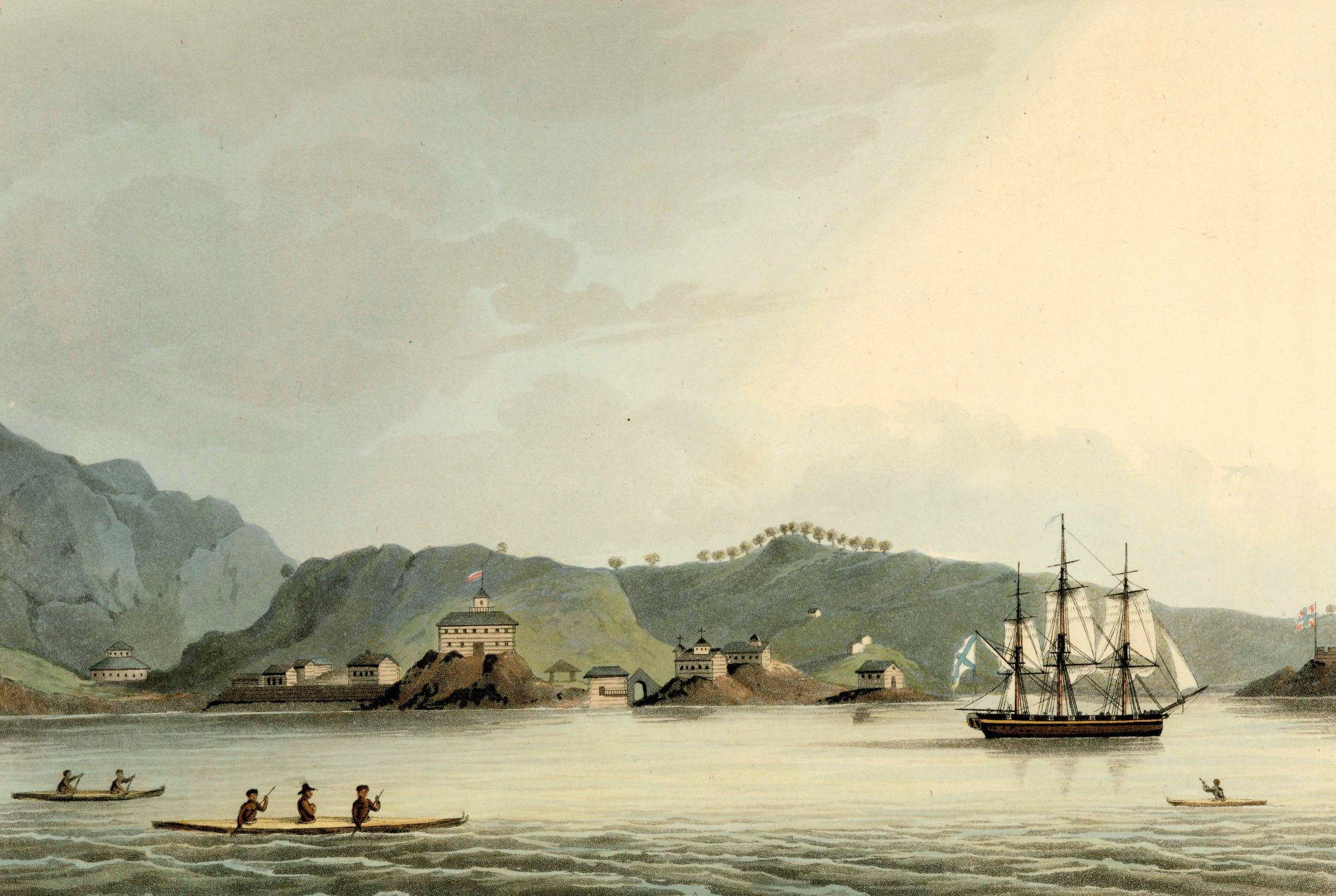
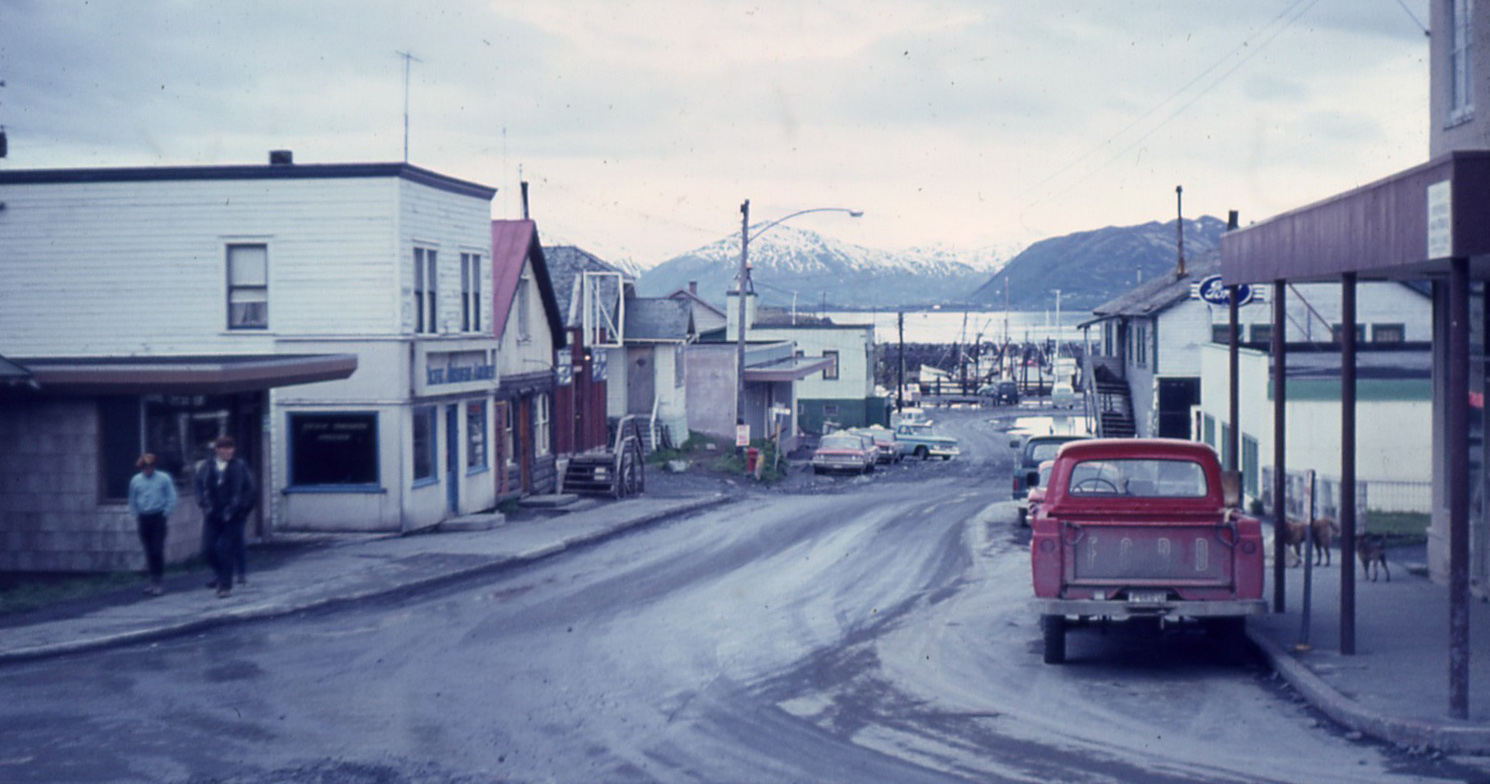
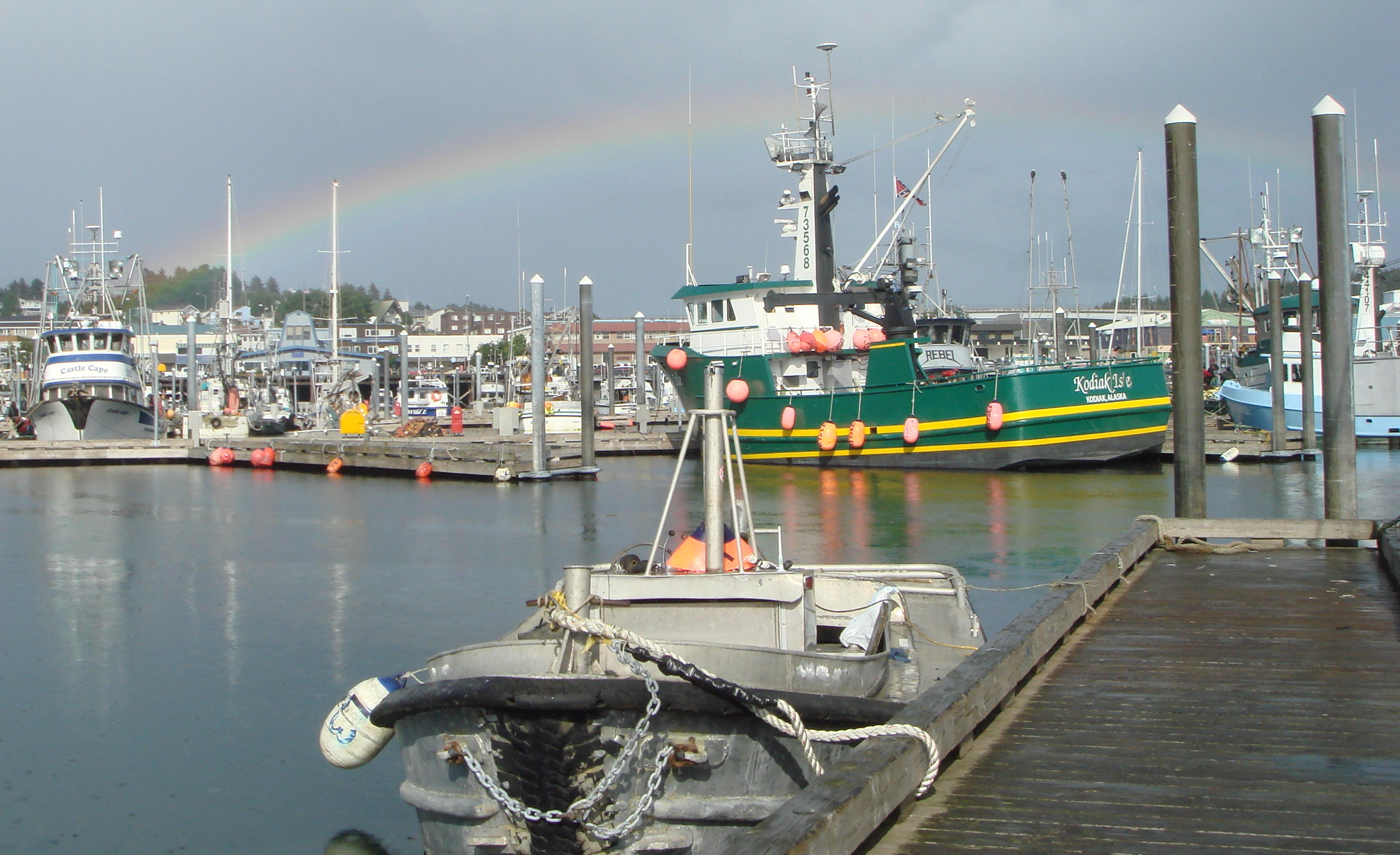
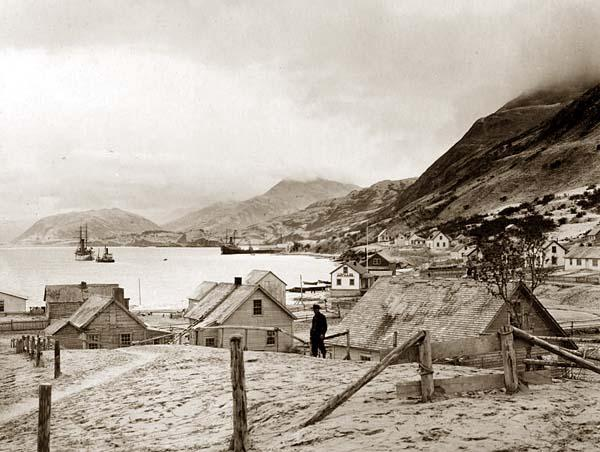

## أعلام
- داربي ستانشفيلد
- جيمس تيري
- بيني بنسون
- جايسون إفرمان

## وصلات خارجية
- City Website
- Community Information نسخة محفوظة 24 فبراير 2014 على موقع واي باك مشين.